# Geertje Meersseman
Geertruide (Geertje) Meersseman (21 november 1953) is een Belgische voormalige atlete, die gespecialiseerd was in de middellange afstand en het veldlopen. Zij veroverde één Belgische titel.

## Loopbaan
Meersseman nam in 1973 deel aan de wereldkampioenschappen veldlopen in Waregem. Haar meest succesvolle jaar was 1977. Ze nam voor de tweede keer deel aan het WK veldlopen en werd op de 1500 m vijfde op de Europese indoorkampioenschappen in San Sebastian. Ze werd dat jaar ook Belgisch kampioene op dat onderdeel. Een week na de Belgische kampioenschappen verbeterde ze in Stuttgart het Belgisch record op de 3000 m van Viviane Van Emelen tot 9.11,3.
Haar atletiekcarrière werd vroegtijdig beëindigd.

### Clubs
Meersseman was aangesloten bij Excelsior SC.

## Belgische kampioenschappen
| Onderdeel | Jaar |
| --------- | ---- |
| 1500 m    | 1977 |

## Persoonlijke records
Outdoor
| Onderdeel | Prestatie | Datum        | Plaats    |
| --------- | --------- | ------------ | --------- |
| 800 m     | 2.05,9    | 1977         |           |
| 1500 m    | 4.16,2    | 10 juli 1977 | Brussel   |
| 3000 m    | 9.11,3    | 16 juli 1977 | Stuttgart |

Indoor
| Onderdeel | Prestatie | Datum         | Plaats        |
| --------- | --------- | ------------- | ------------- |
| 1500 m    | 4.18,2    | 13 maart 1977 | San Sebastian |

## Palmares

### 1500 m
- 1977: 5e EK indoor in San Sebastian - 4.18,2
- 1977:  BK AC - 4.16,2

### veldlopen
- 1973: 53e WK in Waregem
- 1977: 53e WK in Düsseldorf